# Autostrada Nogara – Mare
Die Autostrada Regionale – Nogara ist eine geplante Autobahn in Italien.
Hauptgrund für den Bau ist die Verkürzung der Fahrstrecke und Fahrtdauer der Achse Mont-Blanc-Tunnel (Frankreich) – Turin – Venedig – Triest (nach Slowenien). Dieser zweite Abschnitt führt von der Anschlussstelle Mantova nord gen Osten und verläuft zum Großteil auf der bestehenden, vierspurig ausgebauten SS 434. Enden soll sie an der ebenfalls neu geplanten Autostrada Nuova Romea.
Im Jahr 2019 wurde das Projekt abgesagt.